# Bo Söderberg
Bo Söderberg, född 11 juni 1953, svensk friidrottare (sprinter).
Söderberg tog SM-guld på 200 meter 1971. Han tävlade för IFK Lidingö.